# Крукед Лејк Парк (Флорида)
Крукед Лејк Парк (енгл. Crooked Lake Park) насељено је место без административног статуса у америчкој савезној држави Флорида.

## Демографија
По попису из 2010. године број становника је 1.722, што је 40 (2,4%) становника више него 2000. године.
| Група             | 2000.         | 2010.         |
| Белци             | 1.494 (88,8%) | 1.378 (80,0%) |
| Афроамериканци    | 72 (4,3%)     | 102 (5,9%)    |
| Азијати           | 6 (0,4%)      | 5 (0,3%)      |
| Хиспаноамериканци | 98 (5,8%)     | 226 (13,1%)   |
| Укупно            | 1.682         | 1.722         |